# Evropská silnice E77

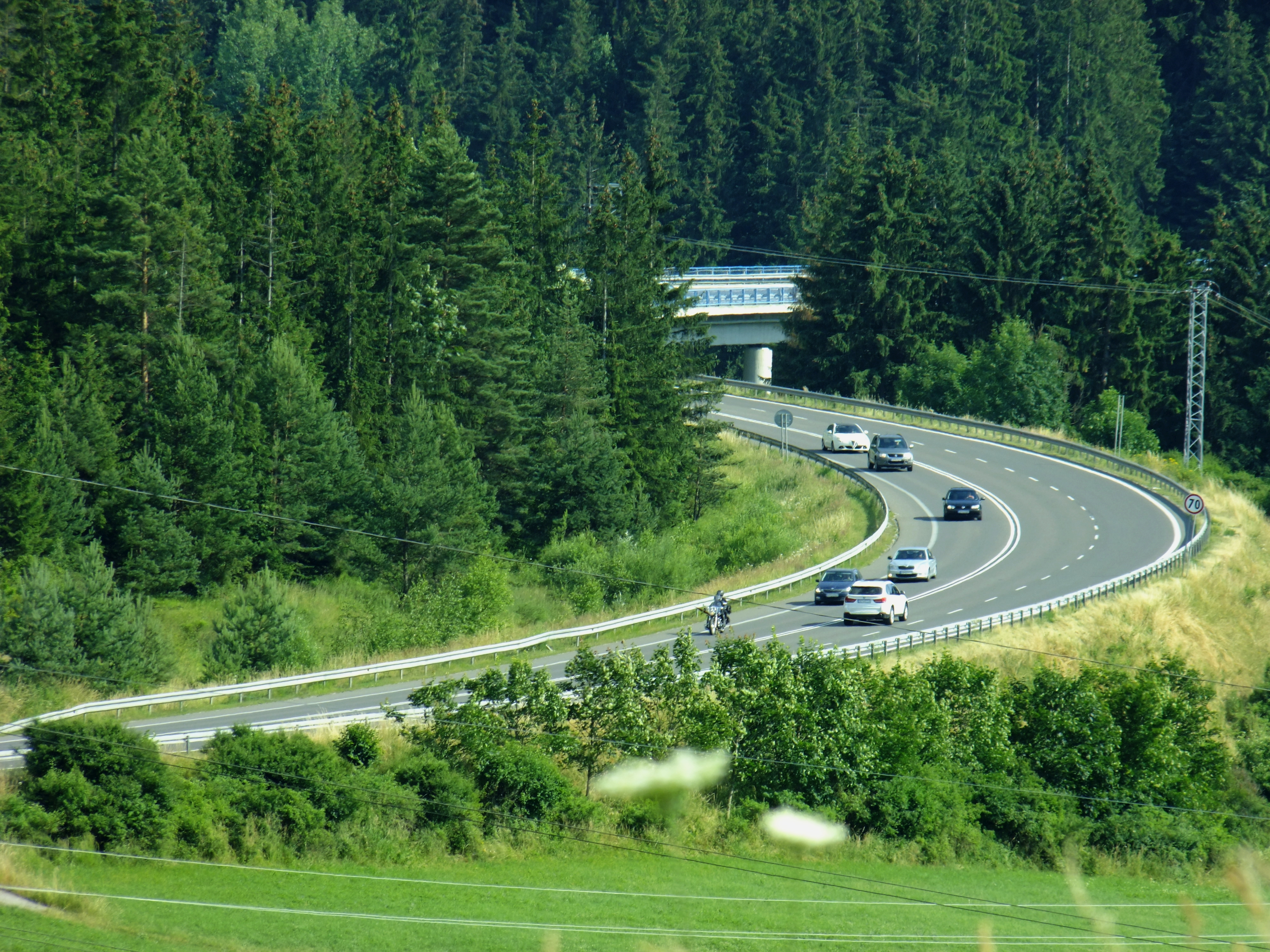
Evropská silnice E77 mezi Ružomberkom a Dolným Kubínem na Slovensku

Mezinárodní silnice E77 je evropská silnice spojující Baltské moře se střední Evropou, vede z Pskova do Budapešti. Její celková délka je 1 690 km.

## Trasa
Silnice E77 prochází přes 7 zemí (přes Rusko 2x):

### RuskoRusko
Pskov – Izborsk – hranice s Estonskem (silnice A-212)

### EstonskoEstonsko
Luhamaa – Misso – Murati (silnice č. 7)

### LotyšskoLotyšsko
Veclaicene – Sigulda – Riga – Jelgava – Eleja (silnice A2 a A8)

### LitvaLitva
Kalviai – Joniškis – Šiauliai – Tauragė – Panemunė (silnice A12)

### RuskoRusko
Sovetsk – Talpaki – Gvardějsk – Kaliningrad – Baltijsk (silnice A-216, A-229, peáž s E28)
trajekt

### PolskoPolsko
Gdaňsk – Elbląg – Ostróda – Płońsk – Varšava – Radom – Kielce – Krakov – Chyżne (silnice S7 / 7)

### SlovenskoSlovensko
Trstená – Ružomberok – Donovalské sedlo (950 m n. m.) – Banská Bystrica – Zvolen – Šahy (silnice I/59, R1, I/66)

### MaďarskoMaďarsko
Hont – Vác – Budapešť (silnice č. 2 / M2)